# Елените
Еле́ните - курортный комплекс в Болгарии.

## Расположение
Расположен на южных склонах гор Стара Планина, на побережье Чёрного моря, в Бургасской области. В 10 км от курорта Солнечный берег, 48 км от Бургаса.

## Объекты
1. Виллы Романа
2. Виллы
3. Апартаменты
  1. "Villa Astoria"
  2. "Privilege Fort Beach"
  3. "Messembria Fort Beach"
  4. "Negresko"
4. 4-х звездочные отели
  1. "Royal Bay"
  2. "Atrium Beach"
  3. "Andalusia"
  4. "Royal Park"
  5. "Zornitza Sands"
5. 5-звездочный отель 
  1. "Royal Castle".[1]

## Галерея

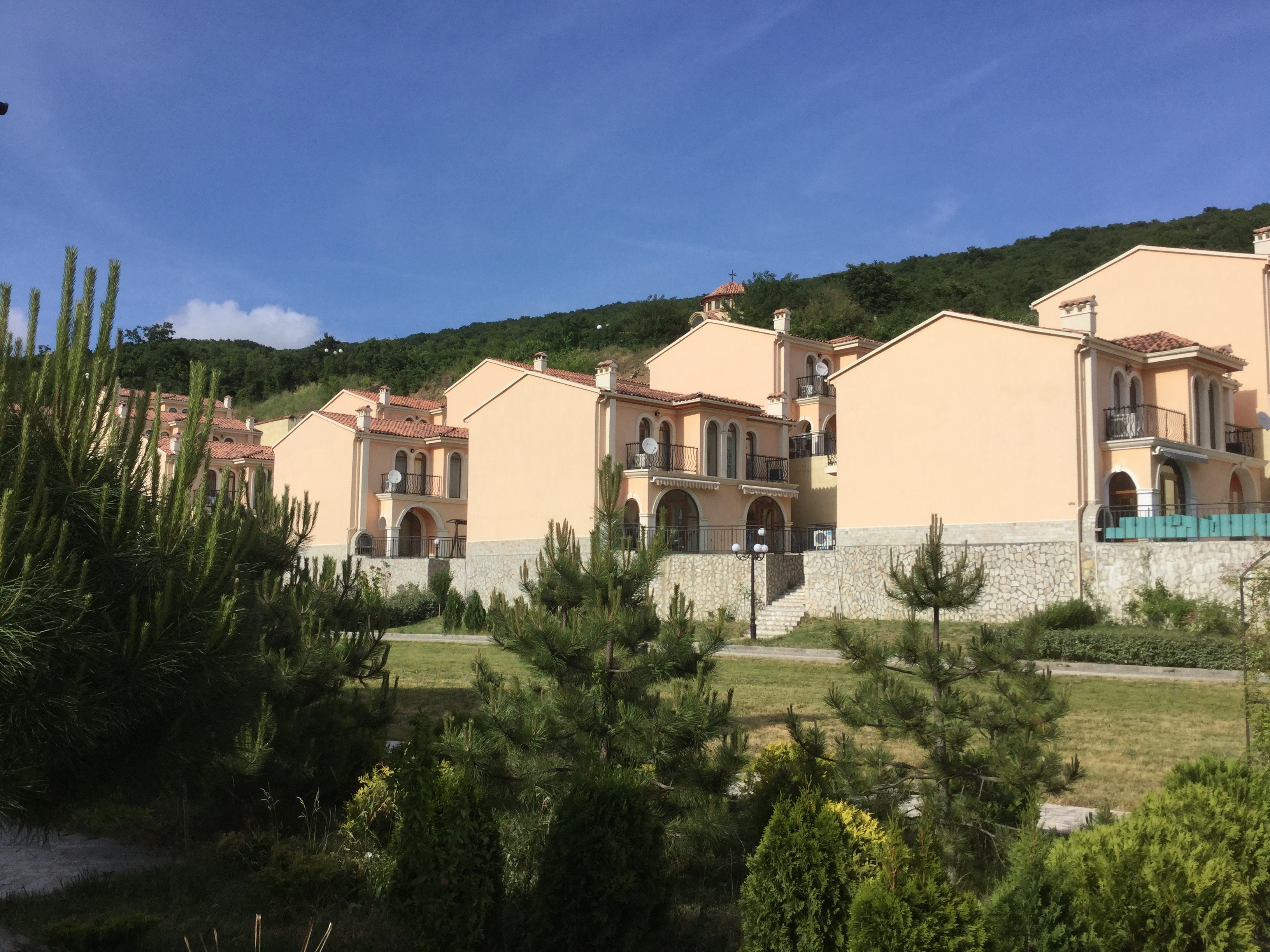
Виллы Романа
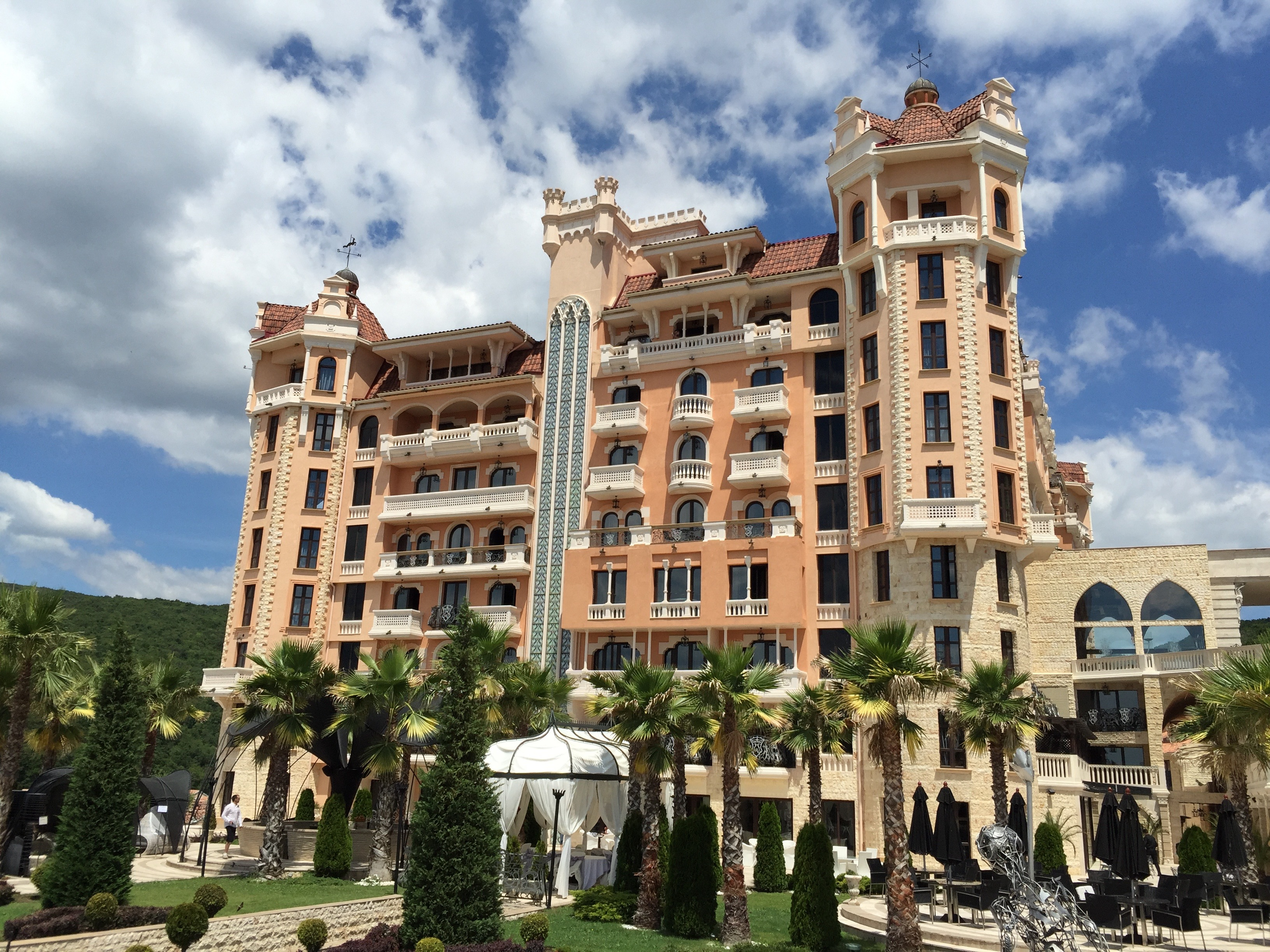
Отель Royal Castle
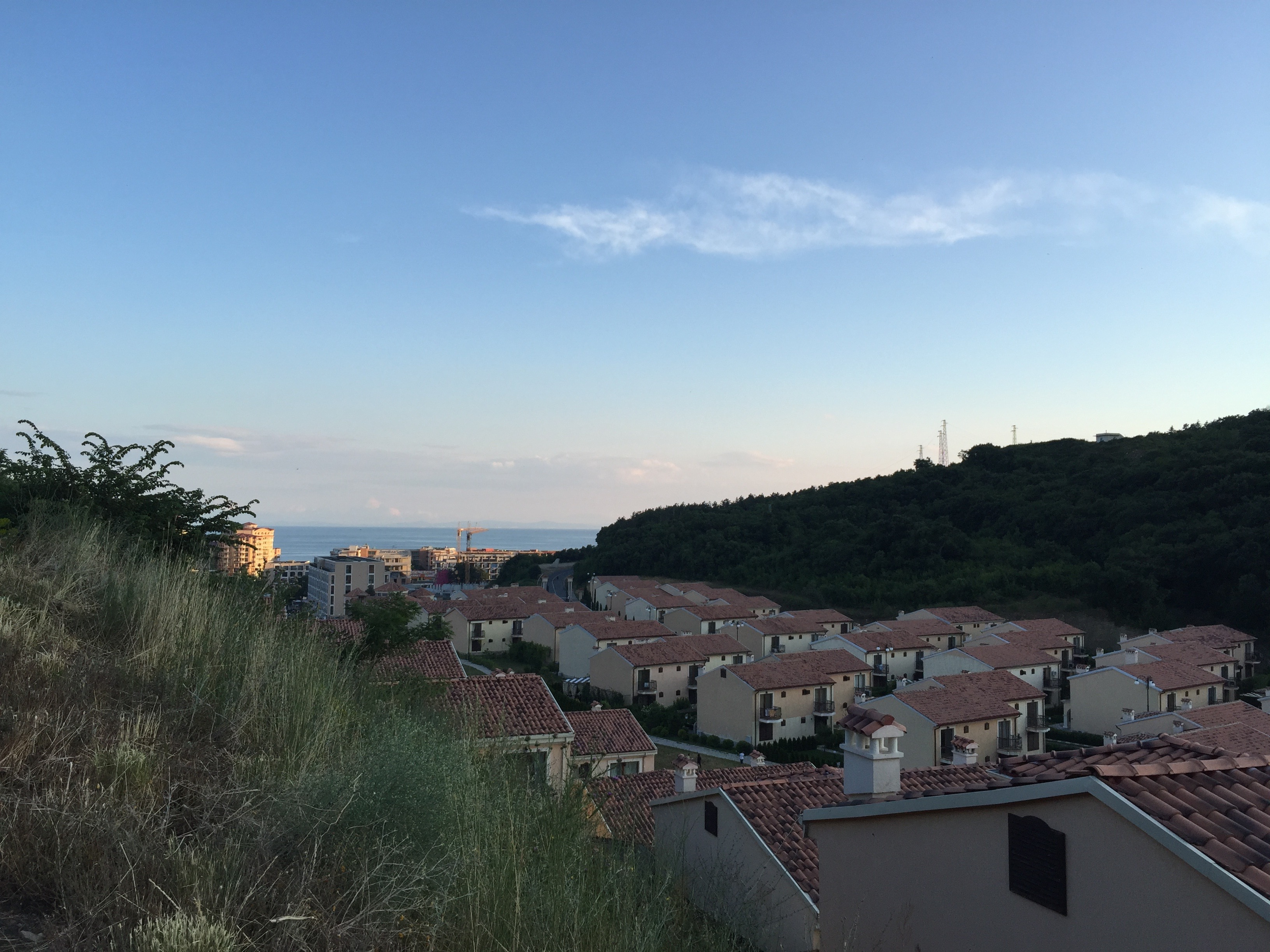
Виллы Романа (вид с горы)
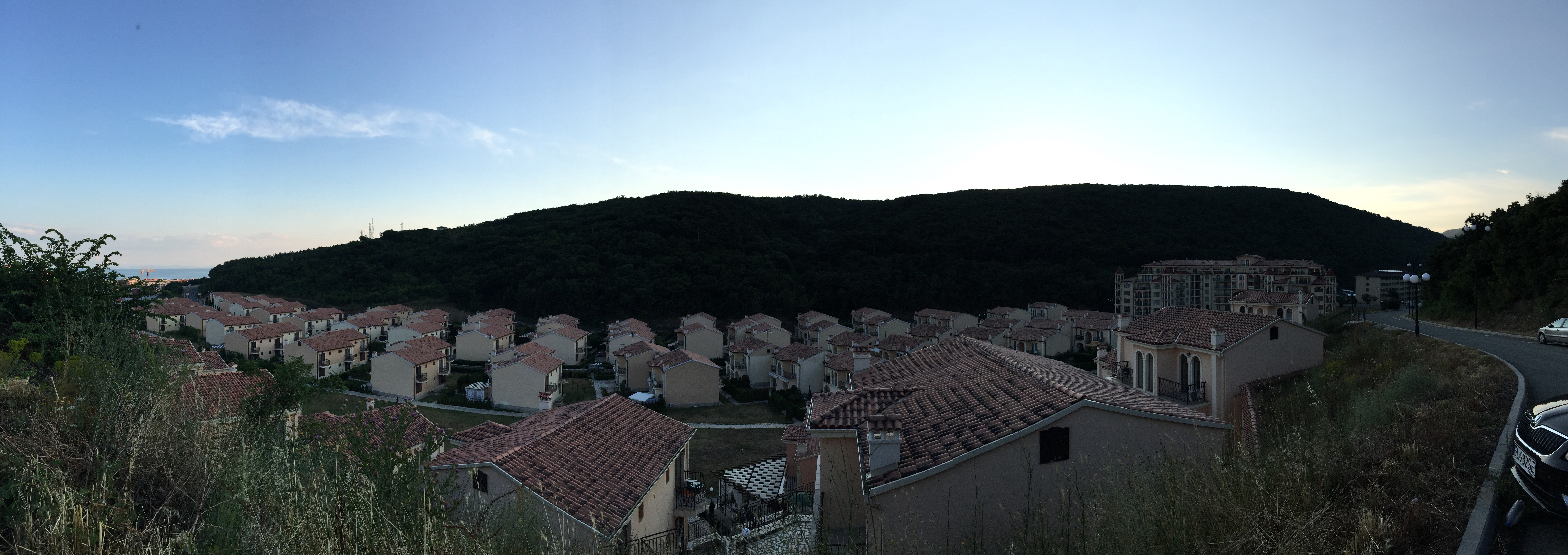
Виллы Романа (панорама)